# Carlsberg Cup
Carlsberg Cup nogometni je turnir koji nosi ime prema najvećem sponzoru tog turnira, kompaniji Carlsberg. Turnir se odigrava prvog i četvrtog dana kineske nove godine (krajem siječnja) u Hong Kongu pa time ima i naziv Turnir kineske nove godine. Igra se od 1983. s time da je od 1992. do 2004. stalni natjecatelj, reprezentacija Hong Konga, igrala i s nekim stranim igračima iz nacionalne lige. Usprkos tome, FIFA je na tu momčad gledala kao na nacionalnu momčad Hong Konga. Tada su nastupali pod nazivom Hong Kong XI.